# ジャンクション (鉄道)

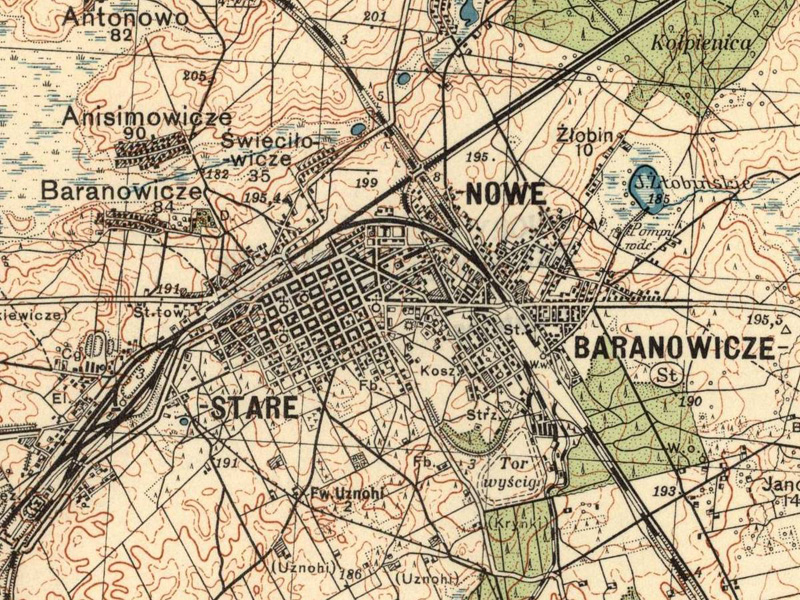
ポーランド・バラーナヴィチのジャンクション (1934年)

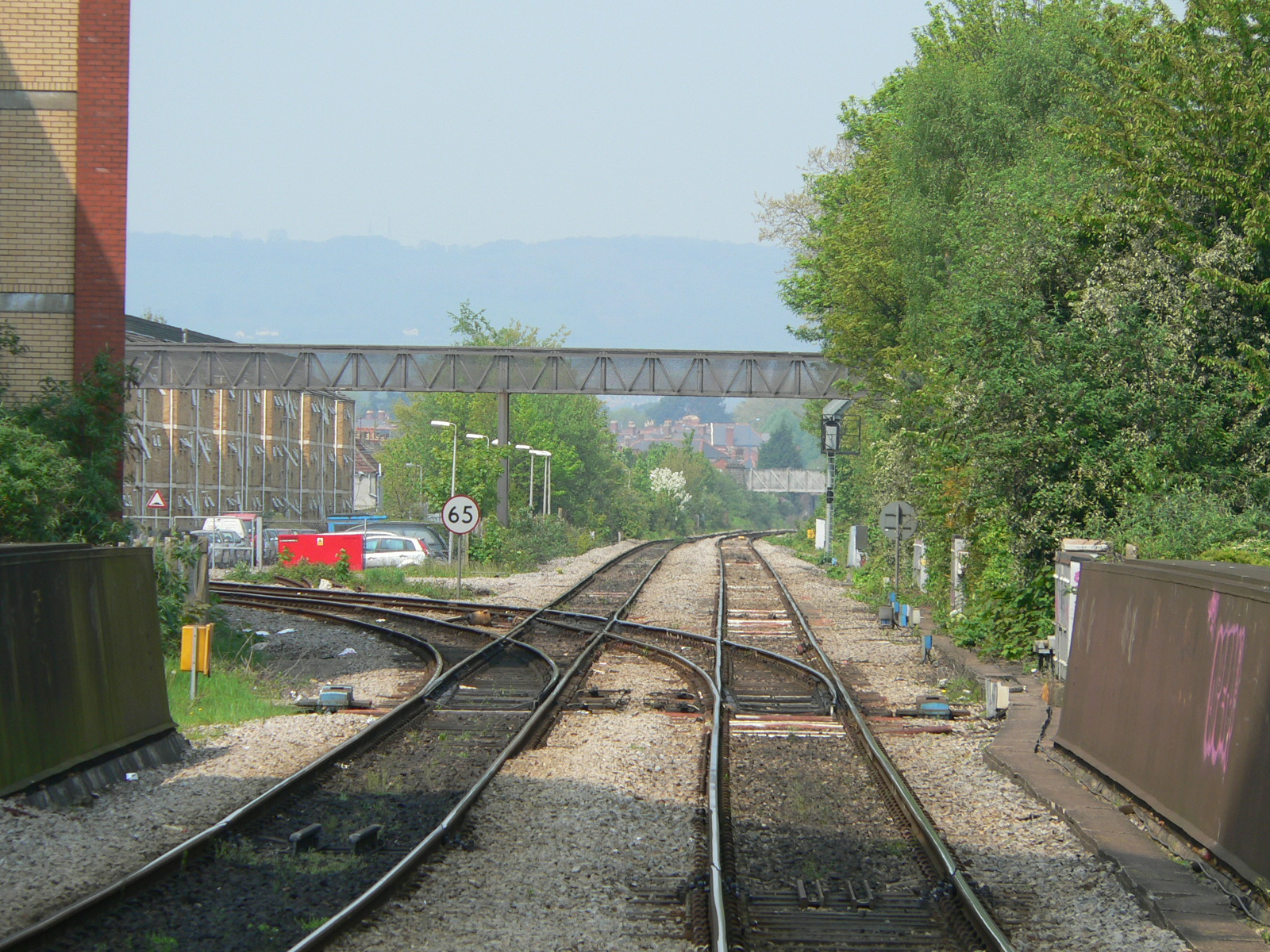
ウェールズ・カーディフにある複線分岐

ジャンクション（英: junction）とは、鉄道において、2本以上の鉄道路線が合流または分岐する場所である。これは分岐器および信号による2路線（同じ軌間）の線路の物理接続を意味する。

## 概要
単純なケースとして、線路が1本か2本の2路線が1カ所のジャンクションで分合流するという場合を考える場合、列車が一方の路線から他方の路線へ転線できるようにするにはかなり単純な線路配置ですむ。新しい路線が加わった後に列車をどちらの方向へも運行可能にする際は、デルタ線のようなより複雑な分岐施設が必要とされる。後者の場合においては、方角や全体的な土地の名前を利用するなどして、この三角形の3カ所の分岐点にそれぞれ違う名前をつけることが可能である。
分岐点にあるかその付近にある駅を分岐駅と呼ぶ。しばしば、分割して複数の目的地へ行くため（またはその逆）に、列車がそのような駅で分割・併合される。貨物列車においては、操車場が同様の目的で使用されている。
世界初の鉄道分岐点は、1831年にイングランドニュートン・ル・ウィロウズ付近にあり、2路線が合流していたニュートン・ジャンクション（現在はアールズタウン駅）である。
駅名に「ジャンクション」が含まれる例としてはボンダイ・ジャンクション駅、セカーカス・ジャンクション駅などがある。

## ジャンクションの能力を向上させる手段
分岐点の存在は、鉄道路線線自体の列車の増発のネックにもなる。これは列車密度が増加するほど顕著になる。分岐点のネックはは信号の量の改善や高速度に対応したポイントの設置、平面交差の立体交差化によって改善する事が可能になる。立体交差化は改良の工事費用が大きく、トンネルや橋、都心部などでは改良が困難なこともあるが、改良後の効果は新路線の建設よりも大きくなることも多い。